# Igreja de São João de Deus (Lisboa)
A Igreja de São João de Deus está situada na freguesia de São João de Deus em Lisboa, junto à Praça de Londres.
Esta igreja foi projectada pelo arquitecto António Lino (Lisboa, 1909-1961, Lisboa).